# إيفيس
إيفيس (بالتركية: Efes)‏ هي شركة تركية لصناعة الجعة تأسست في سنة 1969 في مدينة إسطنبول في تركيا، احتلت هذه الشركة المرتبة السادسة عشر في عدة دول منها تركيا وروسيا وكازاخستان ومولدوفا وجورجيا وصربيا، اسمها مستمد من المدينة الأغريقية القديمة أفسس وألتي تقع أطلالها قرب مدينة إزمير حاليا.